# Carl Friedrich Naumann
Carl Friedrich Naumann (Drezda, 1797. május 30. – Drezda, 1873. november 26.) német mineralógus. Johann Gottlieb Naumann zeneszerző fia. 

## Életpályája
1816 és 1820 között a freibergi bányász-akadémián, meg Lipcsében és Jenában tanult, aztán pedig beutazta Norvégiát, ahonnan visszatérve kiadta Beyträge zur Kenntniß Norwegen’s című munkáját. 1823-ban habilitáltatta magát Jénában, s ezután Freibergben tanárkodott. 1842-ben kinevezést fogadott el a Lipcsei Egyetem újonnan létrehozott professzori posztjára, ahol ásványtant és geológiát tanított. 1866-ban titkos bányatanácsossá nevezték ki. Nyugdíjba vonulása után 1870-ben visszatért szülővárosába, Drezdába.

## Kitüntetések és tagságok
- 1845-ben róla nevezték el a Naumannit ásványt.
- 1868-ban a Londoni Geológiai Társaság Wollaston-éremmel tüntették ki.
- 1935-ben róla nevezték el a Naumann holdkrátert.
- 1844-ben a Bajor Tudományos Akadémia levelező tagja lett,
- 1859-ben pedig külföldi taggá nevezték ki.
- 1846-ban a Porosz Tudományos Akadémia levelező tagja lett. Ráadásul ugyanabban az évben, a Royal Saxon Society of Sciences megalapításának évében felvették e társaság teljes jogú tagjává.[4]
- 1851-ben a Nassau Természettudományi Társaság tiszteletbeli tagjává választották.
- 1853-ban a Göttingeni Tudományos Akadémia külső tagjává választották.[5]
- 1857-ben a szentpétervári Orosz Tudományos Akadémia levelező tagjává választják.
- 1857-ben tagja volt a Német Természettudósok és Orvosok Társaságának.[6]
- 1863-ban a Leopoldina tagjává választják.[7]
- 1870-ben felvették az Académie des Sciences levelező tagjává.[8]
- 1873-ban beválasztották az Amerikai Művészeti és Tudományos Akadémiára.

## Művei
- Andeutungen zu einer Gesteins-Lehre, zunächst in Bezug auf die krystallinische Kieselreihe. Wienbrack, Leipzig 1824. (Digitalisat)
- Beyträge zur Kenntniß Norwegen’s: gesammelt auf Wanderungen während der Sommermonate der Jahre 1821 und 1822. 2 Bde.,Wienbrack Leipzig 1824. (Digitalisat Band 1)
- Entwurf der Lithurgik oder ökonomischen Mineralogie: ein Leitfaden für Vorlesungen. Wienbrack, Leipzig 1826. (Digitalisat)
- Grundriss der Krystallographie: nebst 3 Kupfertafeln. Barth, Leipzig 1826. (Digitalisat)
- Lehrbuch der Mineralogie. Rücker, Berlin 1828. (Digitalisat)
- Lehrbuch der reinen und angewandten Krystallographie. 2 Bände. Brockhaus, Leipzig 1829–1830. (Digitalisat Band 1), (Band 2)
- Anfangsgründe der Krystallographie. Arnold, Dresden/Leipzig 1841. (Digitalisat) (2. Auflage: 1854)
- Elemente der Mineralogie. 1846 (1877: 10., teljesen. szerkessze újra Kiadás Ferdinand Zirkellel)
- Bernhard Cottaval: Geognostische Specialcharte des Königreichs Sachsen und der angrenzenden Länder-Abtheilungen. (Topographie: Königliche Kameral-Vermessungs-Anstalt, Dresden) Druck I. Williard, Dresden 1846 (12 Sektionen) (Titel und Legende, online-SLUB)
- Lehrbuch der Geognosie. 3 Bände. Engelmann, Leipzig 1849–1854. (Digitalisat Band 1), (Band 2), (Band 3,2), (Band 3,2), (Band 3,3)
  - Lehrbuch der Geognosie. [Paläontologischer Atlas] 70 Blatt, Leipzig ca. 1852
- Elemente der theoretischen Krystallographie. Engelmann, Leipzig 1856. (Digitalisat)
- Geognostische Beschreibung des Kohlenbassins von Flöha im Königreich Sachsen: nebst einer geognostischen Karte mit drei Profilen. Engelmann, Leipzig 1864. (Digitalisat)
- Geognostische Karte des erzgebirgischen Bassins im Königreiche Sachsen. Leipzig 1866 (2 Sektionen)
- Geognostische Karte der Umgebung von Hainichen im Königreiche Sachsen. (litográfia) Leipzig 1871 (online-SLUB)

## Forrás
- Naumann. In  A Pallas nagy lexikona. Szerk. Bokor József. Budapest: Arcanum – FolioNET. 1998.  ISBN 963 85923 2 X

## Fordítás
- Ez a szócikk részben vagy egészben  a   Carl Friedrich Naumann című német Wikipédia-szócikk fordításán alapul.  Az eredeti cikk szerkesztőit annak laptörténete sorolja fel. Ez a jelzés csupán a megfogalmazás eredetét és a szerzői jogokat jelzi, nem szolgál a cikkben szereplő információk forrásmegjelöléseként.